# Щебенозаводской
Щебенозаводско́й — посёлок в Курганинском районе Краснодарского края.
Входит в состав Безводного сельского поселения.

## Население
| 2002 | 2010 |
| ---- | ---- |
| 494  | ↘489 |

## Улицы
- ул. Заводская,
- ул. Рабочая,
- ул. Спортивная.